# R106 (Schouwen)
De Recreatieve weg 106 (r106) is een weg in Zeeland. De weg loopt van de N57 in Burgh-Haamstede via de N652 naar de N651/N652 in Renesse. Onderweg kruist de r106 de r107 in Haamstede. De weg is 6,8 km lang.
Nieuwvliet: R101 · R102 · R103 · R104 · R105

Ommen: R101 · R102 · R103 · R104 · R105

Schouwen: R101 · R102 · R103 · R104 · R105 · R106 · R107 · R108 · R109 · R110 · R111 · R112

Spaarnwoude: R101 · R102 · R103 · R104 · R105 · R106

Voorthuizen: R101

IJmuiden: R101 · R102 · R103